# Jateorhiza
Jateorhiza é um género botânico pertencente à família Menispermaceae.

## Espécies
- Jateorhiza calumba
- Jateorhiza columba
- Jateorhiza lobata
- Jateorhiza miersii
- Jateorhiza palmata
- Jateorhiza strigosa

1. ↑  «Jateorhiza — World Flora Online». www.worldfloraonline.org. Consultado em 19 de agosto de 2020